# Kylie: La La La
Kylie: La La La es un libro artbook de la cantante australiana de dance y pop Kylie Minogue. Esto no es una biografía tradicional, sino más bien una biografía ilustrada que sirve de mirada fotográfica a la estilización de la carrera de Kylie. El libro cuenta con muchas fotos, la mayoría de ellas fotos tradicionales. William Baker escribió la mayor parte del texto en el libro, sin embargo muchas secciones son escritas por Kylie. Muchas fotos revelan a una Kylie que sólo es visto por sus amigos y su familia.
El título se debe al corillo repetitivo de su exitoso hit Can't Get You Out Of My Head.

## Edición de Libro de bolsillo
La La La fue completamente reeditado para la publicación de libro de bolsillo. En esta edición aparecen nuevas imágenes, copia y una nueva cubierta. Específicamente, el libro ha sido actualizado para incluir detalles de su gira KylieFeverTour 2002, que tuvo lugar después de la publicación de la primera edición.